# Vítor Pereira
Vítor Manuel de Oliveira Lopes Pereira (Espinho; 26 de julio de 1968), más conocido como Vítor Pereira, es un exfutbolista y entrenador de fútbol portugués. Actualmente dirige al Wolverhampton de la Premier League.

## Carrera deportiva
Se formó como entrenador en el Espinho y el Santa Clara, llegando al Porto en 2010 para ser ayudante de André Villas-Boas.
En 2011, Pereira firmó un contrato por dos temporadas con el Oporto. Dos años después, tras ser dos veces el técnico campeón de Portugal con el Porto, rechazó la propuesta de renovación presentada por Pinto da Costa por motivos personales.
A continuación, inició una aventura en Arabia Saudí, en el Al-Ahli, al que entrenó durante un año.
En enero de 2015, se incorporó al Olympiacos F.C., sustituyendo al español Míchel González. Meses más tarde, el club del Pireo confirmó que rescinde el contrato de su entrenador, tras alzarse durante esa temporada con un doble victoria, la de la Copa y de la Liga. La prensa local había ya dado como seguro el “divorcio”, después de que Pereira viajara a Escocia para reunirse con el Glasgow Rangers, algo que sentó mal en el club por producirse antes de finalizar el curso.
El portugués firmó con el equipo turco Fenerbahçe para la temporada 2015/16. Fue subcampeón de la Liga y la Copa otomana, y abandonó la entidad en agosto de 2016.
En diciembre de 2016, firmó un contrato con el Múnich 1860 para ser su entrenador a partir del mes de enero de 2017. Tras una muy mala temporada, fue cesado a finales del mismo año.
El 12 de diciembre de 2017, fue presentado como nuevo técnico del Shanghái SIPG de la Superliga China. El 31 de diciembre de 2020, abandonó el Shanghái SIPG para volver a entrenar en Europa.
El 2 de julio de 2021, volvió a firmar con el Fenerbahçe, siendo su segunda etapa en el conjunto turco. El 20 de diciembre de 2021, después de un empate a 2 en casa contra el Beşiktaş, finalmente Pereira fue despedido.
El 23 de febrero de 2022, fue anunciado como nuevo técnico del Corinthians, que obtuvo la 4.ª posición en el Brasileirão. El 13 de noviembre de 2022, el club paulista anunció que Pereira no iba a continuar en el cargo.
Poco después de dejar el Corinthians, Pereira fue designado como entrenador del Flamengo, también de la máxima categoría brasileña. En abril de 2023, es destituido de su cargo luego de caer en la final del Campeonato Carioca con Fluminense.
El 4 de febrero de 2024, fue oficializado como entrenador del Al-Shabab.Se hizo cargo del equipo cuando estaba a solo cuatro puntos de la zona de descenso y los llevó al octavo lugar, renovando posteriormente su contrato hasta junio de 2025.
En diciembre de 2024, dejó su cargo en el fútbol saudí para asumir al frente del Wolverhampton y firmó un contrato hasta junio de 2026.

## Estadísticas como entrenador
| Equipo                             | Div.                | Temporada           | Liga  | Liga | Liga | Liga | Liga |       | Copa | Copa | Copa | Copa  |    | Internacional | Internacional | Internacional | Internacional | Internacional |   | Otros | Otros | Otros | Otros |     | Totales     | Totales | Totales | Totales | Totales | Totales | Totales | Totales |
| Equipo                             | Div.                | Temporada           | Part. | G    | E    | P    | Pos. | Part. | G    | E    | P    | Part. | G  | E             | P             | Pos.          | Part.         | G             | E | P     | Part. | G     | E     | P   | Rendimiento | GF      | GC      | Dif.    |         |         |         |         |
| ---------------------------------- | ------------------- | ------------------- | ----- | ---- | ---- | ---- | ---- | ----- | ---- | ---- | ---- | ----- | -- | ------------- | ------------- | ------------- | ------------- | ------------- | - | ----- | ----- | ----- | ----- | --- | ----------- | ------- | ------- | ------- | ------- | ------- | ------- | ------- |
| Sanjoanense Portugal               | 3.ª                 | 2004-05             | 24    | 9    | 7    | 8    | 5.º  | -     | -    | -    | -    | -     | -  | -             | -             | -             | -             | -             | - | -     | 24    | 9     | 7     | 8   | 47.22%      | 26      | 24      | +2      |         |         |         |         |
| Sanjoanense Portugal               | Total               | Total               | 24    | 9    | 7    | 8    | -    | -     | -    | -    | -    | -     | -  | -             | -             | -             | -             | -             | - | -     | 24    | 9     | 7     | 8   | 47.22%      | 26      | 24      | +2      |         |         |         |         |
| Espinho Portugal                   | 3.ª                 | 2005-06             | 26    | 12   | 11   | 3    | 2.º  | 2     | 1    | 0    | 1    | -     | -  | -             | -             | -             | -             | -             | - | -     | 28    | 13    | 11    | 4   | 59.53%      | 33      | 18      | +15     |         |         |         |         |
| Espinho Portugal                   | 3.ª                 | 2006-07             | 23    | 12   | 6    | 5    | Inc. | -     | -    | -    | -    | -     | -  | -             | -             | -             | -             | -             | - | -     | 23    | 12    | 6     | 5   | 60.87%      | 39      | 24      | +15     |         |         |         |         |
| Espinho Portugal                   | Total               | Total               | 49    | 24   | 17   | 8    | -    | 2     | 1    | 0    | 1    | -     | -  | -             | -             | -             | -             | -             | - | -     | 51    | 25    | 17    | 9   | 60.13%      | 72      | 42      | +30     |         |         |         |         |
| Santa Clara Portugal               | 2.ª                 | 2008-09             | 30    | 15   | 7    | 8    | 3.º  | 6     | 3    | 1    | 2    | -     | -  | -             | -             | -             | -             | -             | - | -     | 36    | 18    | 8     | 10  | 57.41%      | 51      | 37      | +14     |         |         |         |         |
| Santa Clara Portugal               | 2.ª                 | 2009-10             | 30    | 13   | 12   | 5    | 4.º  | 7     | 3    | 1    | 3    | -     | -  | -             | -             | -             | -             | -             | - | -     | 37    | 16    | 13    | 8   | 54.95%      | 53      | 37      | +16     |         |         |         |         |
| Santa Clara Portugal               | Total               | Total               | 60    | 28   | 19   | 13   | -    | 13    | 6    | 2    | 5    | -     | -  | -             | -             | -             | -             | -             | - | -     | 73    | 34    | 21    | 18  | 56.17%      | 104     | 74      | +30     |         |         |         |         |
| Porto Portugal                     | 1.ª                 | 2011-12             | 30    | 23   | 6    | 1    | 1.º  | 6     | 4    | 0    | 2    | 8     | 2  | 2             | 4             | 1/16          | 2             | 1             | 0 | 1     | 46    | 30    | 8     | 8   | 71.02%      | 94      | 42      | +52     |         |         |         |         |
| Porto Portugal                     | 1.ª                 | 2012-13             | 30    | 26   | 4    | 0    | 1.º  | 8     | 5    | 1    | 2    | 8     | 5  | 1             | 2             | 1/8           | 1             | 1             | 0 | 0     | 47    | 35    | 8     | 4   | 80.14%      | 96      | 25      | +71     |         |         |         |         |
| Porto Portugal                     | Total               | Total               | 60    | 47   | 12   | 1    | -    | 14    | 9    | 1    | 4    | 16    | 7  | 3             | 6             | -             | 3             | 2             | 0 | 1     | 93    | 65    | 16    | 12  | 75.62%      | 190     | 67      | +123    |         |         |         |         |
| Al-Ahli Arabia Saudita             | 1.ª                 | 2013-14             | 26    | 12   | 9    | 5    | 3.º  | 9     | 7    | 0    | 2    | 2     | 0  | 1             | 1             | 1/4           | -             | -             | - | -     | 37    | 19    | 10    | 8   | 60.36%      | 70      | 35      | +35     |         |         |         |         |
| Al-Ahli Arabia Saudita             | Total               | Total               | 26    | 12   | 9    | 5    | -    | 9     | 7    | 0    | 2    | 2     | 0  | 1             | 1             | -             | -             | -             | - | -     | 37    | 19    | 10    | 8   | 60.36%      | 70      | 35      | +35     |         |         |         |         |
| Olympiacos · Grecia                | 1.ª                 | 2014-15             | 18    | 13   | 3    | 2    | 1.º  | 7     | 5    | 2    | 0    | 2     | 0  | 1             | 1             | 1/16          | -             | -             | - | -     | 27    | 18    | 6     | 3   | 74.08%      | 66      | 18      | +48     |         |         |         |         |
| Olympiacos · Grecia                | Total               | Total               | 18    | 13   | 3    | 2    | -    | 7     | 5    | 2    | 0    | 2     | 0  | 1             | 1             | -             | -             | -             | - | -     | 27    | 18    | 6     | 3   | 74.08%      | 66      | 18      | +48     |         |         |         |         |
| Fenerbahçe Turquía                 | 1.ª                 | 2015-16             | 34    | 22   | 8    | 4    | 2.º  | 12    | 9    | 2    | 1    | 14    | 6  | 5             | 3             | 1/8           | -             | -             | - | -     | 60    | 37    | 15    | 8   | 70%         | 103     | 50      | +53     |         |         |         |         |
| Fenerbahçe Turquía                 | 1.ª                 | 2016-17             | -     | -    | -    | -    | -    | -     | -    | -    | -    | 2     | 1  | 0             | 1             | 3.ªF          | -             | -             | - | -     | 2     | 1     | 0     | 1   | 50%         | 3       | 4       | -1      |         |         |         |         |
| 1860 Múnich · Alemania             | 2.ª                 | 2016-17             | 17    | 6    | 2    | 9    | 16.º | 1     | 0    | 0    | 1    | -     | -  | -             | -             | -             | 2             | 0             | 1 | 1     | 20    | 6     | 3     | 11  | 35%         | 18      | 27      | -9      |         |         |         |         |
| 1860 Múnich · Alemania             | Total               | Total               | 17    | 6    | 2    | 9    | -    | 1     | 0    | 0    | 1    | -     | -  | -             | -             | -             | 2             | 0             | 1 | 1     | 20    | 6     | 3     | 11  | 35%         | 18      | 27      | -9      |         |         |         |         |
| Shanghai SIPG China                | 1.ª                 | 2018                | 30    | 21   | 5    | 4    | 1.º  | 4     | 2    | 1    | 1    | 9     | 5  | 2             | 2             | 1/8           | -             | -             | - | -     | 43    | 28    | 8     | 7   | 71.32%      | 95      | 46      | +49     |         |         |         |         |
| Shanghai SIPG China                | 1.ª                 | 2019                | 30    | 20   | 6    | 4    | 3.º  | 4     | 3    | 0    | 1    | 10    | 2  | 7             | 1             | 1/4           | 1             | 1             | 0 | 0     | 45    | 26    | 13    | 6   | 67.41%      | 91      | 42      | +49     |         |         |         |         |
| Shanghai SIPG China                | 1.ª                 | 2020                | 20    | 10   | 6    | 4    | 4.º  | 2     | 1    | 0    | 1    | 8     | 4  | 0             | 4             | 1/8           | -             | -             | - | -     | 30    | 15    | 6     | 9   | 56.67%      | 43      | 36      | +7      |         |         |         |         |
| Shanghai SIPG China                | Total               | Total               | 80    | 51   | 17   | 12   | -    | 10    | 6    | 1    | 3    | 27    | 11 | 9             | 7             | -             | 1             | 1             | 0 | 0     | 118   | 69    | 27    | 22  | 66.1%       | 229     | 124     | +105    |         |         |         |         |
| Fenerbahçe Turquía                 | 1.ª                 | 2021-22             | 17    | 8    | 4    | 5    | Inc. | -     | -    | -    | -    | 8     | 3  | 3             | 2             | Inc.          | -             | -             | - | -     | 25    | 11    | 7     | 7   | 53.33%      | 41      | 32      | +9      |         |         |         |         |
| Fenerbahçe Turquía                 | Total               | Total               | 51    | 30   | 12   | 9    | -    | 19    | 14   | 4    | 1    | 24    | 10 | 8             | 6             | -             | -             | -             | - | -     | 87    | 49    | 22    | 16  | 64.75%      | 147     | 86      | +61     |         |         |         |         |
| Corinthians · Brasil               | 1.ª                 | 2022                | 38    | 18   | 11   | 9    | 4.º  | 16    | 6    | 5    | 5    | 10    | 2  | 5             | 3             | 1/4           | -             | -             | - | -     | 64    | 26    | 21    | 17  | 51.57%      | 75      | 57      | +18     |         |         |         |         |
| Corinthians · Brasil               | Total               | Total               | 38    | 18   | 11   | 9    | -    | 16    | 6    | 5    | 5    | 10    | 2  | 5             | 3             | -             | -             | -             | - | -     | 64    | 26    | 21    | 17  | 51.57%      | 75      | 57      | +18     |         |         |         |         |
| Flamengo · Brasil                  | 1.ª                 | 2023                | -     | -    | -    | -    | -    | 12    | 8    | 1    | 3    | 1     | 0  | 0             | 1             | Inc.          | 5             | 2             | 0 | 3     | 18    | 10    | 1     | 7   | 57.41%      | 36      | 24      | +12     |         |         |         |         |
| Flamengo · Brasil                  | Total               | Total               | -     | -    | -    | -    | -    | 12    | 8    | 1    | 3    | 1     | 0  | 0             | 1             | -             | 5             | 2             | 0 | 3     | 18    | 10    | 1     | 7   | 57.41%      | 36      | 24      | +12     |         |         |         |         |
| Al-Shabab Arabia Saudita           | 1.ª                 | 2023-24             | 15    | 7    | 2    | 6    | 8.º  | -     | -    | -    | -    | -     | -  | -             | -             | -             | -             | -             | - | -     | 15    | 7     | 2     | 6   | 51.11%      | 26      | 17      | +9      |         |         |         |         |
| Al-Shabab Arabia Saudita           | 1.ª                 | 2024-25             | 13    | 7    | 2    | 4    | Inc. | 2     | 2    | 0    | 0    | -     | -  | -             | -             | -             | -             | -             | - | -     | 15    | 9     | 2     | 4   | 64.44%      | 23      | 12      | +11     |         |         |         |         |
| Al-Shabab Arabia Saudita           | Total               | Total               | 28    | 14   | 4    | 10   | -    | 2     | 2    | 0    | 0    | -     | -  | -             | -             | -             | -             | -             | - | -     | 30    | 16    | 4     | 10  | 57.77%      | 49      | 29      | +20     |         |         |         |         |
| Wolverhampton Wanderers Inglaterra | 1.ª                 | 2024-25             | 22    | 10   | 3    | 9    | 16.º | 3     | 2    | 1    | 0    | -     | -  | -             | -             | -             | -             | -             | - | -     | 25    | 12    | 4     | 9   | 53.33%      | 35      | 31      | +4      |         |         |         |         |
| Wolverhampton Wanderers Inglaterra | 1.ª                 | 2025-26             | 1     | 0    | 0    | 1    | -    | 0     | 0    | 0    | 0    | -     | -  | -             | -             | -             | -             | -             | - | -     | 1     | 0     | 0     | 1   | 0%          | 0       | 4       | -4      |         |         |         |         |
| Wolverhampton Wanderers Inglaterra | Total               | Total               | 23    | 10   | 3    | 10   | -    | 3     | 2    | 1    | 0    | -     | -  | -             | -             | -             | -             | -             | - | -     | 26    | 12    | 4     | 10  | 51.28%      | 35      | 35      | +0      |         |         |         |         |
| Total en su carrera                | Total en su carrera | Total en su carrera | 474   | 262  | 116  | 96   | -    | 101   | 61   | 15   | 25   | 82    | 30 | 27            | 25            | -             | 11            | 5             | 1 | 5     | 668   | 358   | 159   | 151 | 61.52%      | 1117    | 642     | +475    |         |         |         |         |
| 1. 2. 3.                           |                     |                     |       |      |      |      |      |       |      |      |      |       |    |               |               |               |               |               |   |       |       |       |       |     |             |         |         |         |         |         |         |         |

### Resumen por competiciones
| Competición                          | Partidos | Ganados | Empatados | Perdidos | %      | Resultado        |
| ------------------------------------ | -------- | ------- | --------- | -------- | ------ | ---------------- |
| II Divisão                           | 73       | 33      | 24        | 16       | 56.17% | Subcampeón       |
| Segunda Liga                         | 60       | 28      | 19        | 13       | 57.23% | 3.er lugar       |
| Primeira Liga                        | 60       | 47      | 12        | 1        | 85%    | Campeón          |
| Copa de Portugal                     | 14       | 9       | 0         | 5        | 64.29% | Octavos de final |
| Copa de la Liga de Portugal          | 15       | 7       | 3         | 5        | 53.34% | Subcampeón       |
| Supercopa de Portugal                | 2        | 2       | 0         | 0        | 100%   | Campeón          |
| Liga Profesional Saudí               | 54       | 26      | 13        | 15       | 56.17% | 3.er lugar       |
| Copa del Rey de Campeones            | 8        | 7       | 0         | 1        | 87.5%  | Subcampeón       |
| Copa del Príncipe de la Corona Saudí | 3        | 2       | 0         | 1        | 66.67% | Cuartos de final |
| Superliga de Grecia                  | 18       | 13      | 3         | 2        | 77.78% | Campeón          |
| Copa de Grecia                       | 7        | 5       | 2         | 0        | 80.95% | Campeón          |
| SüperLig                             | 51       | 30      | 12        | 9        | 66.66% | Subcampeón       |
| Copa de Turquía                      | 12       | 9       | 2         | 1        | 80.56% | Subcampeón       |
| 2. Bundesliga                        | 19       | 6       | 3         | 10       | 36.84% | 16.º lugar       |
| Copa de Alemania                     | 1        | 0       | 0         | 1        | 0%     | Octavos de final |
| Superliga de China                   | 80       | 51      | 17        | 12       | 70.83% | Campeón          |
| Copa de China                        | 10       | 6       | 1         | 3        | 63.33% | Semifinales      |
| Supercopa de China                   | 1        | 1       | 0         | 0        | 100%   | Campeón          |
| Brasileirão                          | 38       | 18      | 11        | 9        | 57.02% | 4.º lugar        |
| Copa de Brasil                       | 10       | 4       | 4         | 2        | 53.33% | Subcampeón       |
| Paulistão                            | 6        | 2       | 1         | 3        | 38.89% | Semifinales      |
| Campeonato Carioca                   | 12       | 8       | 1         | 3        | 69.45% | Subcampeón       |
| Supercopa de Brasil                  | 1        | 0       | 0         | 1        | 0%     | Subcampeón       |
| Premier League                       | 23       | 10      | 3         | 10       | 47.83% | 16.º lugar       |
| FA Cup                               | 3        | 2       | 1         | 0        | 77.78% | Quinta ronda     |
| EFL Cup                              | 0        | 0       | 0         | 0        | 0%     | En disputa       |
| Liga de Campeones de la UEFA         | 18       | 8       | 4         | 6        | 51.85% | Octavos de final |
| Liga Europa de la UEFA               | 24       | 9       | 8         | 7        | 48.61% | Octavos de final |
| Liga de Campeones de la AFC          | 29       | 11      | 10        | 8        | 49.42% | Cuartos de final |
| Copa Libertadores                    | 11       | 2       | 5         | 4        | 33.33% | Cuartos de final |
| Supercopa de Europa                  | 1        | 0       | 0         | 1        | 0%     | Subcampeón       |
| Recopa Sudamericana                  | 2        | 1       | 0         | 1        | 50%    | Subcampeón       |
| Mundial de Clubes de la FIFA         | 2        | 1       | 0         | 1        | 50%    | 3.er lugar       |
| TOTAL                                | 668      | 358     | 159       | 151      | 61.52% | 8 Títulos        |

#### Participaciones en Mundial de Clubes de la FIFA
| Torneo                                 | Club     | Sede      | Resultado    |
| -------------------------------------- | -------- | --------- | ------------ |
| Copa Mundial de Clubes de la FIFA 2022 | Flamengo | Marruecos | Tercer lugar |

#### Participaciones en Recopa Sudamericana
| Torneo                   | Club     | Sede                                  | Resultado  |
| ------------------------ | -------- | ------------------------------------- | ---------- |
| Recopa Sudamericana 2023 | Flamengo | Quito, Ecuador Río de Janeiro, Brasil | Subcampeón |

## Palmarés

### Como entrenador

#### Títulos nacionales
| Título                | Club            | País     | Año     |
| --------------------- | --------------- | -------- | ------- |
| Primeira Liga         | FC Porto        | Portugal | 2011-12 |
| Supercopa de Portugal | FC Porto        | Portugal | 2011    |
| Primeira Liga         | FC Porto        | Portugal | 2012-13 |
| Supercopa de Portugal | FC Porto        | Portugal | 2012    |
| Superliga de Grecia   | Olympiakos F.C. | Grecia   | 2014-15 |
| Copa de Grecia        | Olympiakos F.C. | Grecia   | 2014-15 |
| Superliga de China    | Shanghai SIPG   | China    | 2018    |
| Supercopa de China    | Shanghai SIPG   | China    | 2019    |